# Dniprowśke (rejon dnieprzański)
Dniprowśke (ukr. Дніпровське) – wieś na Ukrainie, w obwodzie dniepropetrowskim, w rejonie dnieprzańskim, w hromadzie Sołone. W 2001 liczyła 263 mieszkańców, wśród których 257 wskazało jako ojczysty język ukraiński, a 6 rosyjski.